# Un affare misterioso (film 1919)
Un affare misterioso (Unheimliche Geschichten) è un film del 1919 diretto da Richard Oswald.
È considerato uno dei primi film horror tedeschi.
Il film è suddiviso in cinque episodi legati dalla cornice di una libreria antiquaria durante la notte. Gli episodi sono tratti da The Black Cat di Edgar Allan Poe, Il club dei suicidi di Robert Louis Stevenson; Die Erscheinung di Anselme Heine; Die Hand di Robert Liebmann e Der Spuk dello stesso Oswald.
Il film ha avuto un remake nel 1932 sempre diretto da Oswald, anche se la storia è completamente differente.

## Trama
Le figure umane ritratte su tre tele di una bottega di antiquario, dopo la chiusura, prendono vita, e, scartabellando gli antichi libri, leggono le seguenti storie:

### 1) L’apparizione (da Anselme Heine)
Un uomo si innamora, ricambiato, di una donna, dopo averla sottratta ad un pericoloso atto di stalking dell’ex-marito di lei. I due prendono alloggio, in camere separate, in un albergo. La donna si ritira nella propria camera, mentre l’uomo passa la notte fra i bagordi con dei vecchi amici. Al suo ritorno, a notte fonda, ricorda solo vagamente di aver visitato, obnubilato dall’alcool, la donna, non trovandola nella sua camera, che gli era apparsa totalmente devastata. Il mattino dopo, smaltita la sbornia, si reca nella camera di lei, ma apprende dal personale dell’albergo che la camera non è stata occupata quella notte. Il registro del check-in non contiene il nome della donna. Ciò viene confermato anche dalla polizia, già al corrente del fatto. È solo corrompendo un impresario delle pompe funebri che apprende il vero motivo per cui la sparizione della donna è stata tenuta segreta.

### 2)Die Hand(La mano) (da Robert Liebmann)
Uno dei vari corteggiatori di una donna uccide uno dei rivali, strangolandolo. Prima di soccombere, la mano della vittima si stringe con inusitata forza sul braccio dell’assassino, tanto che quest’ultimo trova molte difficoltà nel sottrarsi alla sua presa. L’apparizione di questa mano, e della vittima, cui apparteneva, ossessioneranno per lungo tempo l’assassino, che troverà la morte proprio tramite essa.

### 3) Il gatto nero (da Edgar Allan Poe)
Un marito violento non perde mai l’occasione di adirarsi colla propria moglie, a torto o a ragione, e, in ogni caso si sfoga maltrattando il gatto nero di lei. In uno di questi alterchi egli uccide, per errore, la moglie, e ne occulta il cadavere, che viene alla fine scoperto insieme al gatto che lei amava tanto.

### 4) Il club dei suicidi (da Robert Louis Stevenson).
Un uomo viene, apparentemente suo malgrado, cooptato nel club, e la sorte lo designa come colui che dovrà perdere la vita alla mezzanotte. Ma egli riuscirà a smascherare l’organizzazione fuorilegge.

### 5)Der Spuk(Lo strano individuo) (di Richard Oswald).
Una damigella dei secoli passati si sente trascurata dal marito, ed è per lei quindi motivo di distrazione quando, presso la loro residenza viene ricoverato un cavaliere che si è infortunato in un incidente proprio davanti alla tenuta della coppia. Il cavaliere si vanta delle proprie azioni virili, attirando così l’attenzione della donna. Il marito se ne avvede, ma deve partire per affari, ed affida la moglie al cavaliere. Allora si verificano, nella magione, inquietanti avvenimenti, a fronte dei quali il cavaliere si dimostra viceversa codardo e pauroso. In realtà sono stati orchestrati dal marito di lei, che in tal modo punisce il cavaliere millantatore e ristabilisce l’armonia coniugale.

## Produzione
Il film fu prodotto dalla Richard-Oswald-Produktion.

## Distribuzione
Uscì nelle sale cinematografiche tedesche il 5 novembre 1919 dopo essere stato presentato alla stampa in ottobre alla Richard Oswald-Lichtspiele. A Berlino, la censura ne vietò la visione ai minori.